# Тукаев, Газим Гидельмутагарович
Тукаев Газим Гидельмутагарович (14 марта 1909 года — 7 ноября 1981 года) — артист Башкирского государственного академического театра драмы им. М. Гафури. Народный артист Башкирской АССР (1954). Народный артист РСФСР (1969).

## Биография
Тукаев Газим Гидельмутагарович родился 14 марта 1909 года в деревне Ново Яныбеково Белебеевского уезда Уфимской губернии (ныне деревня Новоянбеково Давлекановского района Республики Башкортостан).
В 1932 году окончил Башкирский техникум искусств (курс М. А. Магадеева, В. Муртазина-Иманского). 
Работал с перерывами в 1930 и с 1935 по 1981 годы в Башкирском государственном академическом театре драмы им. М. Гафури. С 1930 по 1935 годы служил в армии. В театре имел амплуа мастера перевоплощений и импровизации, изображая зверей, птиц, явления природы, предметы, создавал фантастические образы.
Скончался 7 ноября 1981 года в Уфе.

## Роли в спектаклях
Байрамгул («Ағиҙел ярында» — «На берегу Агидели» Р.Нигмати), Закирьян («Дауылға табан» — «Буре навстречу» Р. Ф. Ишмурата), Ябагаев («Айгуль иле»); рус.: Земляника («Тикшереүсе» — «Ревизор» Н. В. Гоголя), Телегин («Ваня ағай» — «Дядя Ваня» А. П. Чехова), Шадрин («Мылтыҡлы кеше» — «Человек с ружьём» Н. Ф. Погодина), Карим бай и Вафа («Башмагым»), Калмантаев («Аҡ сирендәр» — «Белая сирень» Н.Асанбаева), Бальзаминов («Бальзаминовтың өйләнеүе» — «Женитьба Бальзаминова» А. Н. Островского), Дервиша («Ай тотолган тондэ»).

## Награды и звания
- Народный артист РСФСР (20 марта 1969)
- Заслуженный артист РСФСР (7 июня 1955)
- Народный артист Башкирской АССР (1954)
- Заслуженный артист Башкирской АССР (1945)
- Орден «Знак Почёта» (1955)

## Память
- В Уфе на доме, где жил артист, установлена мемориальная доска.